# Barão de Melgaço
Barão de Melgaço é um município brasileiro do estado de Mato Grosso. Localiza-se a uma latitude 16°11'40" sul e a uma longitude 55°58'03" oeste, estando a uma altitude de 156 metros, na região do pantanal. Sua população estimada para 2020 era de 8 164 habitantes.

## Nome
O primeiro nome da localidade foi Melgaço. A denominação Barão de Melgaço deve-se ao título honorífico dado ao almirante Augusto João Manoel Leverger - o Barão de Melgaço.

## História
No ano de 1897, foi criada a Paróquia de Melgaço. Já em 25 de março de 1902, cria-se o município de Melgaço encampando o de Santo Antonio do Rio Abaixo. Algum tempo depois o município foi suprimido, mas restaurado novamente em 1938.
Em 31 de dezembro de 1943, a Vila de Melgaço tornou-se Chacororé, devido à lagoa do mesmo nome. A Lei nº 319, de 30 de setembro de 1948, alterou novamente a denominação para Barão de Melgaço. O município foi criado em 12 de dezembro de 1953, através da lei nº 690.

## Economia
A base econômica do município de Barão de Melgaço é o turismo, pesca, fruticultura, agricultura e pecuária. A cidade se destaca pelas constantes aberturas de comércios e pela alta regularidade das vendas no ano.

## Religião
| Religião       | %    |
| -------------- | ---- |
| Catolicismo    | 84,5 |
| Protestantismo | 8,5  |
| Outras         | 6,1  |
| Sem religião   | 0,9  |

## Últimos prefeitos eleitos
| Ano  | Prefeito           | Partido | Votos | %     | Ref    |
| ---- | ------------------ | ------- | ----- | ----- | ------ |
| 2004 | Ibson              | PFL     | 1.757 | 37,77 | [ 16 ] |
| 2008 | Marcelo Ribeiro    | PP      | 2.098 | 42,33 | [ 17 ] |
| 2012 | Ribeiro Torres     | PMDB    | 2.864 | 56,60 | [ 18 ] |
| 2016 | Elvio              | PSC     | 2.604 | 50,61 | [ 19 ] |
| 2020 | Margareth de Munil | PSDB    | 2.353 | 46,75 | [ 20 ] |
| 2024 | Margareth de Munil | UNIÃO   | 2.976 | 51,64 | [ 21 ] |